# نيك إيفرسمان
نيك إيفرسمان (بالإنجليزية: Nick Eversman)‏ مواليد 15 فبراير 1986 في ماديسون، الولايات المتحدة، هو ممثل أمريكي بدأ مسيرته الفنية سنة 2009.

## الأعمال

### أفلام
- فامبيرز ساك (2010) (بدور: جيرمياه)
- انهض (2014)
- بري (2014) (بدور: ريتشي)
- الصديقة السمينة القبيحة (2015) (بدور: توبي تاكر)

### مسلسلات
- شبح هامس (2010) (بدور: مايك ووكر)
- سي إس آي: ميامي (2010)
- هاوس (2010) (بدور: نيك)
- إن سي آي إس (2011)
- عملاء شيلد (2015) (بدور: شين لارسون)
- كان ياما كان (2016)

## روابط خارجية
- نيك إيفرسمان على موقع IMDb (الإنجليزية)
- نيك إيفرسمان على موقع قاعدة بيانات الفيلم (الإنجليزية)